# 普里多羅日涅 (海尼切斯克區)
46°13′17″N 34°50′17″E / 46.22139°N 34.83806°E
普里多羅日涅（羅馬化：Prydorozhnie）是位於烏克蘭南部的村莊，由赫爾松州海尼切斯克區的海尼切斯克市镇負責管轄。該村面積21.9平方公里，海拔高度6米，2001年人口274，人口密度每平方公里12.5人。